# 渡辺則綱
渡辺 則綱（わたなべ のりつな）は、江戸時代後期の大名。和泉国伯太藩の第7代藩主。伯太藩渡辺家9代。

## 略歴
天明8年5月8日（1788年6月11日）、第5代藩主・渡辺豪綱の五男または六男として誕生した。
文化7年（1810年）6月2日、第6代藩主で兄の春綱の死去により、家督を相続した。同年10月15日、第11代将軍・徳川家斉に拝謁し、12月16日、従五位下越中守に叙任する。文政11年（1828年）11月7日、隠居し、次男の潔綱に家督を譲った。
天保3年（1832年）4月10日、死去。享年45。